# خانواده پروتئین

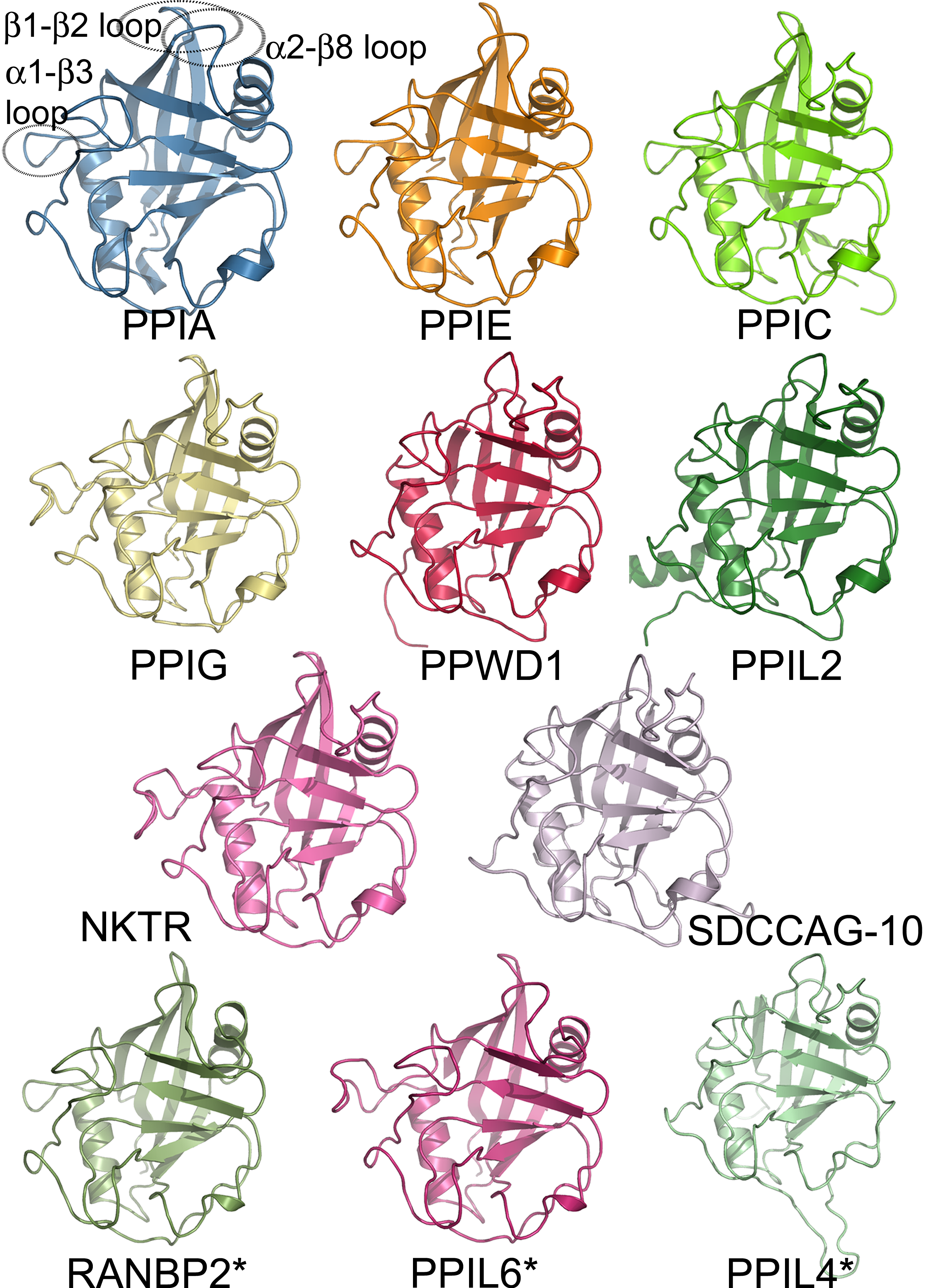
خانواده سایکلوفیلین انسان

خانوادهٔ پروتئین به مجموعه‌ای از پروتئین‌ها گفته می‌شود که از لحاظ تکاملی به هم وابسته‌اند و معمولاً دارای صفات ارثی نزدیک به هم می‌باشند. شایان ذکر است که عبارت خانواده پروتئینی را نباید با مفهموم "خانواده" که در علم رده بندی مورد استفاده قرار می‌گیرد، یکی دانست.
پروتئین‌های یک خانواده معمولاً از یک نیا سرچشمه می‌گیرند(رجوع شود به هومولوژی) و معمولاً دارای ساختار سه بعدی، کارایی و توالی مشابهی می‌باشند. در مواردی که در تخمین اهمیت تشابه ساختار مشکلی به وجود می‌آید، چارچوب‌هایی برای تخمین اهمیت شباهت یک گروه از توالی‌ها که از متدهای [هم‌ترازسازی توالی] استفاده می‌کنند، وجود دارد.
پروتئین‌هایی که صفات یک نیا را به اشتراک نمی‌گذارند، معمولاً دارای تشابه توالی معنی داری نبوده و شناسایی اعضای این خانواده‌های پروتئینی معمولاً نیازمند بکارگیری روش‌های قدرتمندی از همترازی توالی می‌باشند.
هم اکنون بالغ بر ۶۰۰۰۰ خانواده پروتئینی شناسایی شده‌اند.
اگرچه ابهام موجود در شناسایی بعضی از خانواده‌های پروتئینی مسیر محققان را به نتایج متفاوت و متنوعی سوق داده‌است.

## لفظ گذاری و کاربرد
مانند دیگر اصطلاحات علم زیست شناسی، خانواده هٔ پروتئین گاهی اوقات وابسته به متن است، برای مثال ممکن است به گروه بزرگی از پروتئین‌ها با کمترین تشابه توالی اشاره کند یا برعکس و حتی گاه ممکن است بیانگر تعداد کمی پروتئین با توالی، عملکرد و شکل سه بعدی یکسان باشد ویا بیانگر تعدادی با ویژگی‌هایی بینابین دو حالت نامبرده باشد. برای توضیح حالات فوق Dayhoff مفهوم ابر خانواده پروتئینی را عرضه نموده‌است.
در طول سال‌ها تعاریف دیگری مانند رده پروتئینی، گروه پروتئینی و زیر شاخه پروتئینی، ابداع گشته‌اند. در یک تقسیم‌بندی ساده ابر خانواده پروتئینی به خانواده پروتئینی و زیر شاخه خانواده پروتئینی، تقسیم می‌گردند. در نهایت این بر عهدهٔ خواننده‌است که چگونه از این اصطلاحات در متن‌های مختلف استفاده کند.

## حوزه پروتئین‌ها و موتیف‌ها
مفهوم خانواده پروتئینی زمانی درک شد که ساختارهای و دنباله‌های پروتئینی کمی شناخته شده بودند. پروتئین‌های کوچک تک ساختاری مانند میوگلوبین،هموگلوبین و سیتوکروم ث. به مرور پروتئین‌های پیچیده تری با ساختارهای مرکب و کارایی‌های مستقل یافته شدند. با توجه به اصل تکامل ترکیبی، حوزه‌های گسترده تری برای پروتئین‌های مستقل تعریف و تبیین شدند. امروزه با تکامل مباحث فوق بر روی حوزه‌های خانواده‌های پروتئینی تمرکز بیشتری صورت گرفته‌است بطوری‌که منابع آنلاین بسیاری جهت شناسایی و دسته‌بندی این حوزه‌ها ابداع شده‌است.(به لینک‌های انتهای مقاله رجوع گردد)
هر حوزه پروتئینی محدودیت‌های ساختاری متفاوتی دارد(هم در ساختار و هم در کاربرد مشهود می‌گردد). به عنوان مثال بخش فعال هر آنزیمی به مقدار مشخصی آمینو اسید نیاز دارد که در سه بعد خاص آن جای گرفته‌است. بعبارت دیگر در یک پیوند پروتئین-پروتئین، حالات مختلفی در جهات متفاوتی می‌تواند حاصل گردد. رانش قطب‌های آبی یا انزیمی، می‌تواند منجر به شکل‌گیری گروه‌های بزرگی از پروتئین‌های ساختار نیافته گردد که در مقایسه با پروتئین‌های ساختار یافته تکثر تعداد داشته و در این موارد بر اساس روش‌های همترازی توالی، گروهای مشابه را در موتیف‌های مستقل جدا سازی و دسته‌بندی نموده و از طریق منابع آنلاین، به عنوان گروه‌های پروتئینی خاص دسته‌بندی و شناسایی می‌نمایند.(به منابع انتهای مقاله مراجعه شود)

## تکامل خانواده‌های پروتئینی
براساس باورهای جاری، خانواده‌های پروتئینی در دو حالت شکل می‌گیرند. 
- حالت اول: جدایی گونه‌های والد به دو گونهٔ نوه که از لحاظ ژنتیکی ایزوله‌اند، به ژن/پروتئین اجازه می‌دهد که به صورت مستقل تغییرات (جهش‌ها) را از دو جدشان جمع‌آوری کنند. این حالت معمولاً در خانواده پروتئین‌های اورتولگیوس با توالی موتیف نزدیک به هم اتفاق می‌افتد.
- حالت دوم: تکثیر یک ژن ممکن است یک نسخهٔ ژن ثانویه به وجود آورد (پارالوگ). چون هنوز ژن اصلی دارای این توانایی است که functionهایش را انجام دهد، ژن تکثیر شده function جدیدی پیدا می‌کند (به واسطهٔ جهش تصادفی).

## کاربرد و اهمیت خانواده‌های پروتئینی
با افزایش تعداد پروتئین‌های ترجمه شده همچنین با افزایش میزان علاقه به آنالیز کردن پروتئوم، تلاش دنباله داری برای سازمان دهی کردن پروتئین‌ها بر اساس خانواده‌هاشان و همچنین برای توصیف حوزه‌ها و موتیفهایشان وجود دارد.
سازماندهی خانواده‌های پروتئینی در مقیاس بالا بر اساس تشابه انجام می‌گیرد. در بسیاری از موارد تنها تشابهی که به آن دسترسی داریم، تشابه توالی‌ها است.